# V390 Возничего
V390 Возничего (лат. V390 Aurigae), HD 33798 — тройная звезда в созвездии Возничего на расстоянии (вычисленном из значения параллакса) приблизительно 1528 световых лет (около 468 парсеков) от Солнца.

## Характеристики
Первый компонент (HD 33798A) — жёлтый гигант, вращающаяся переменная звезда типа BY Дракона (BY:), эруптивная переменная звезда типа UV Кита (UV:) спектрального класса G5III, или G8III, или K0III-IV. Видимая звёздная величина звезды — от +6,99m до +6,92m. Масса — около 1,8 солнечной, радиус — около 6,7 солнечных, светимость — около 23,988 солнечных. Эффективная температура — около 4970 K.
Второй компонент. Масса — около 1459,34 юпитерианских (1,3931 солнечной). Удалён на 2,461 а.е..
Третий компонент (HD 33798B) — жёлтый карлик спектрального класса G1V. Видимая звёздная величина звезды — +10,4m. Масса — около 1,3 солнечной. Орбитальный период — около 513,48 лет. Удалён на 0,36 угловой секунды.